# Катимбау (национальный парк)
Катимбау, или Серра-ду-Катимбау (порт. Parque Nacional do Catimbau) — национальный парк в Бразилии, в штате Пернамбуку. Охраняет полузасушливые саванны каатинга. Содержит песчаниковые каверны и пещеры, в которых обнаружены образцы доисторического искусства.

## Описание
Национальный парк Катимбау располагается в штате Пернамбуку, в муниципалитетах Буики, Ибимирин и Тупанатинга. Он занимает площадь 623 км² (62 294,14 га). Создан 13 декабря 2002 года, отнесён к категории МСОП II (национальный парк). Управляющий орган — Институт по сохранению биоразнообразия имени Чико Мендеса. Цель создания парка — сохранение природных экосистем высокой экологической значимости и красоты, проведение научных исследований, развитие образовательной деятельности и экологического туризма. В Катимбау проводят исследования такие высшие учебные заведения как Федеральный университет Пернамбуку, Федеральный сельскохозяйственный университет Пернамбуку и Федеральный институт Пернамбуку с целью выяснения взаимодействий между флорой и фауной и изучения геологических и археологических артефактов.
С южной стороны к Катимбау примыкает индейская территория Капинава. К северу от парка проходит трасса BR-110.
Долина Катимбау — второй по величине археологический памятник Бразилии. Среди его природных достопримечательностей представлены живописные каньоны, более 2000 пещер и 28 участков с доисторическими наскальными рисунками. На одном из участков, Педра-да-Конка (Pedra da Concha) пещерное искусство датируется по меньшей мере 6000 лет назад. Парк получил статус национального археологического наследия. Есть признаки того, что он может иметь высокий спелеологический потенциал.
В 2006 году парк вошёл в состав экологического коридора каатинги.

## Биоразнообразие
Национальный парк Катимбау располагается в экорегионе засушливых саванн каатинга, в зоне переходной растительности от агресте к сертанам, что создаёт мозаику ландшафтов с высоким биоразнообразием. Наиболее сохранившиеся участки каатинги занимают северную часть парка, к которым ограничен доступ посетителей. Восточная часть защищена лучше западной, в ней представлены болота, крутые обрывы и основные экотуристические маршруты. В западной части проживают небольшое количество фермеров, применяющих орошение, а также коренные индейские общины.

## Фотогалерея

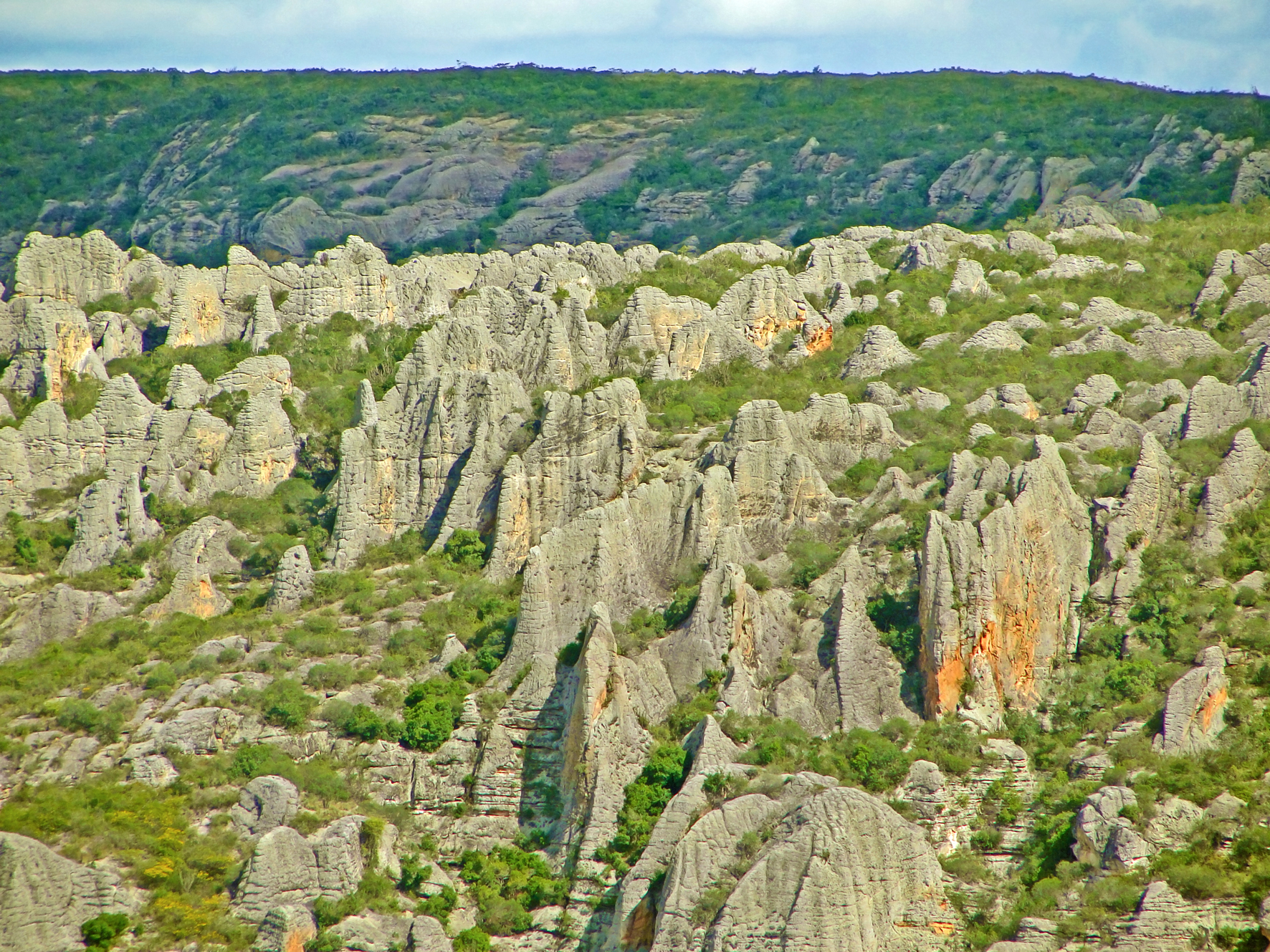
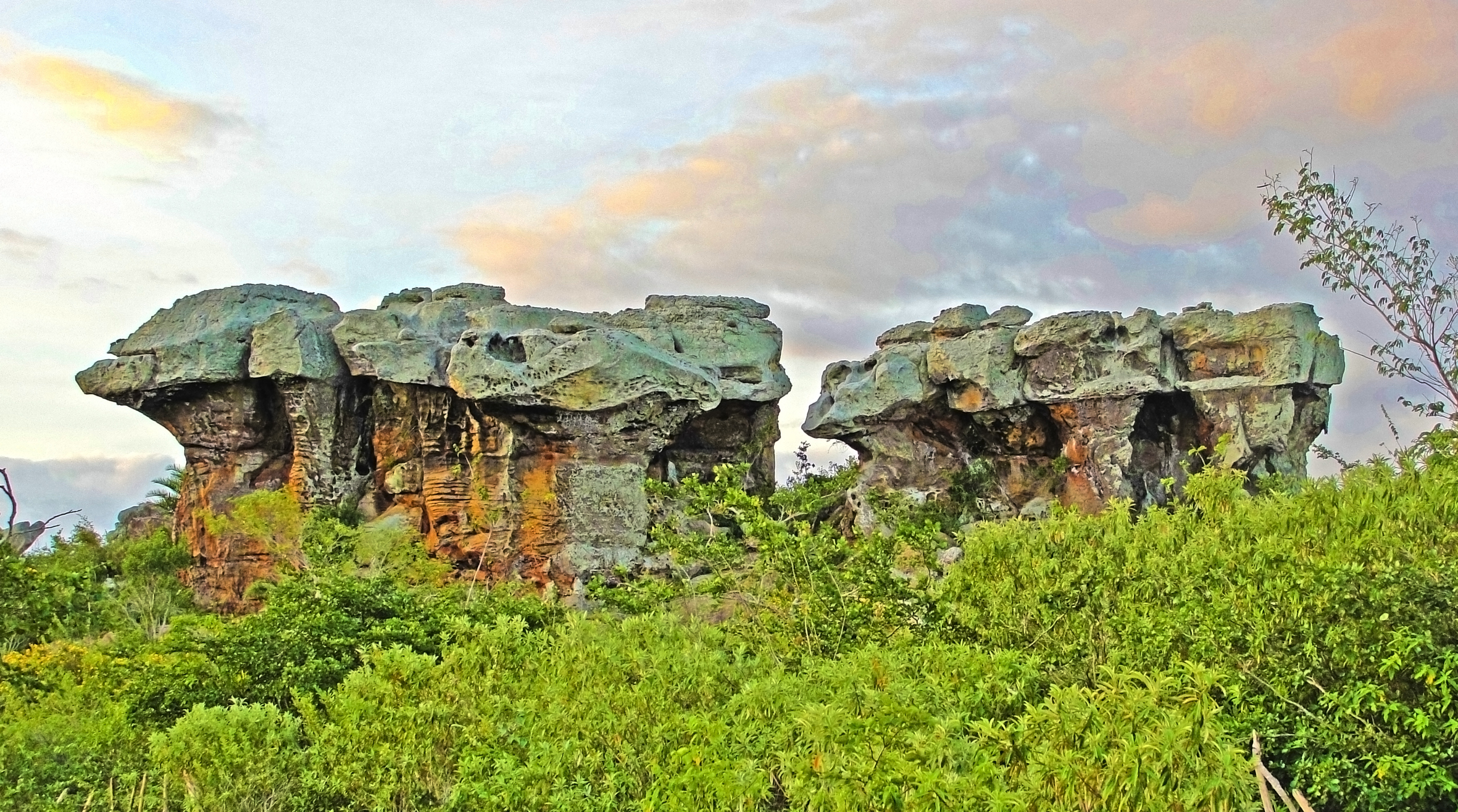
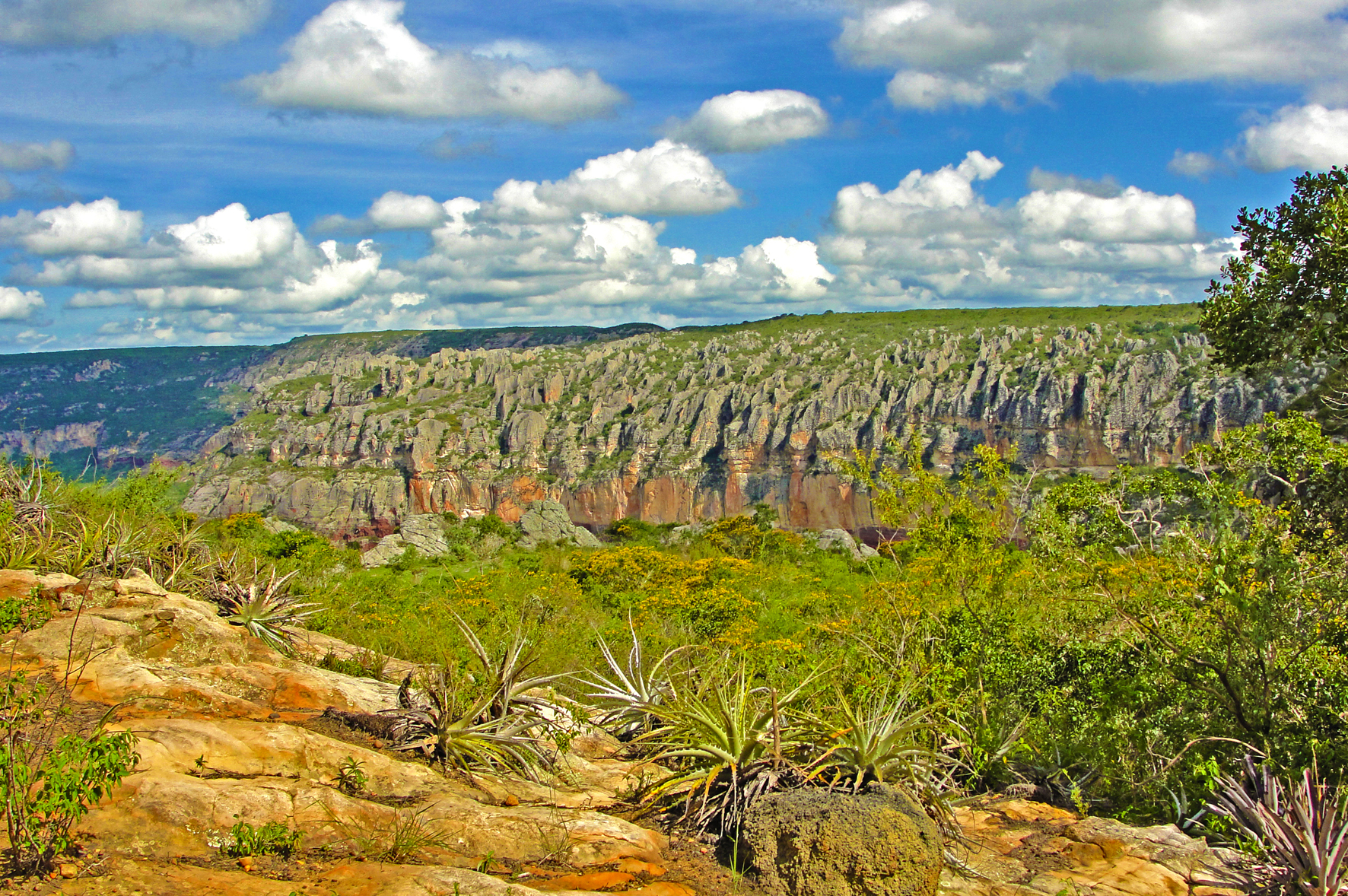
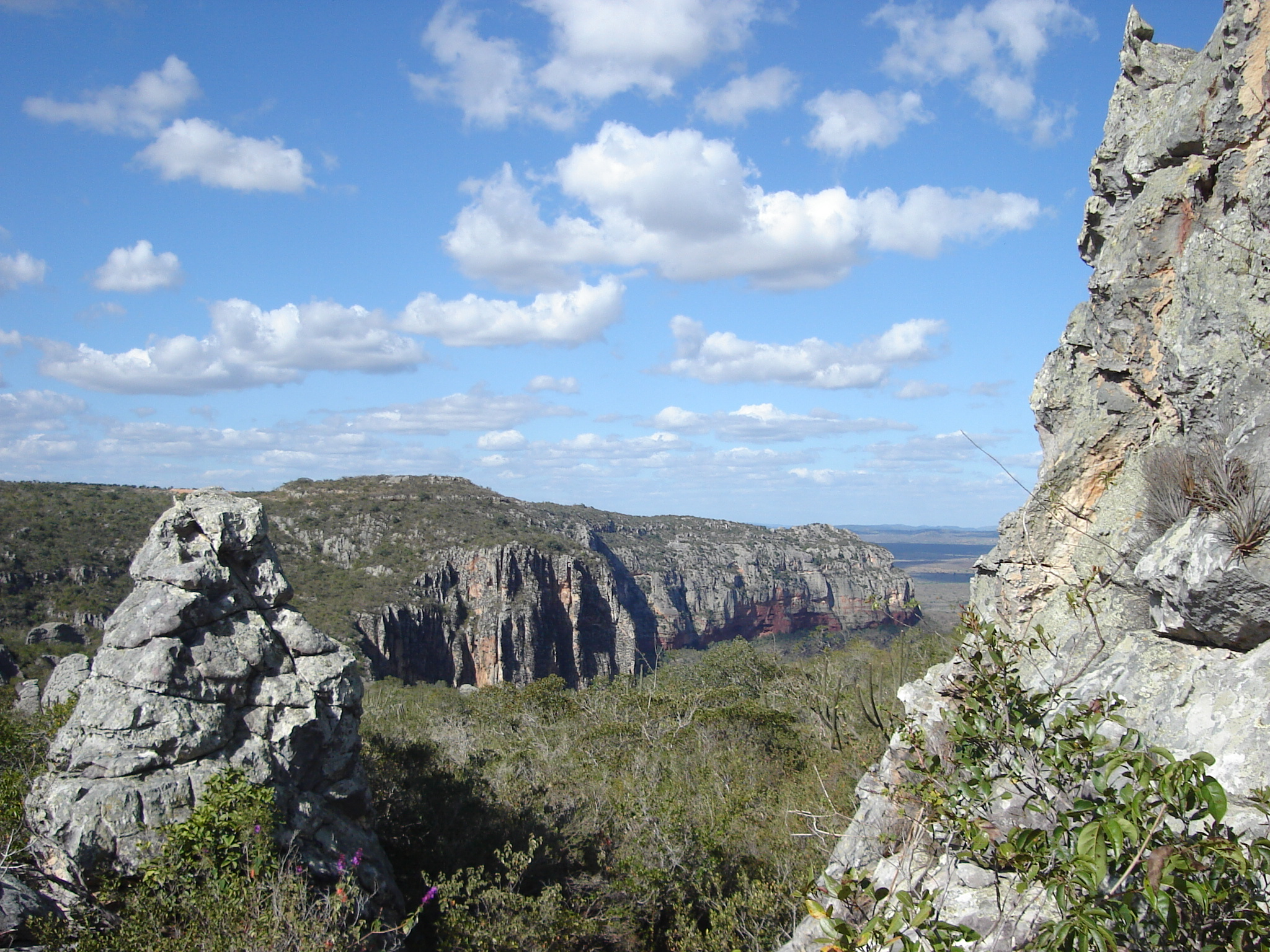